# Мартін Штепанек (тенісист)
Мартін Штепанек (ісп. Martin Štěpánek; нар. 13 грудня 1979) — колишній кубинський тенісист.
Найвищу одиночну позицію світового рейтингу — 248 місце досяг 25 серпня 2003, парну — 102 місце — 26 вересня 2005 року.

## Титули на челленджерах

### Одиночний розряд: (1)
| Рік  | Турнір          | Покриття | Суперник       | Рахунок  |
| ---- | --------------- | -------- | -------------- | -------- |
| 2003 | Мордовія, Росія | Ґрунт    | Міхал Мертиняк | 6–1, 6–1 |

### Парний розряд: (8)
| Рік  | Турнір                  | Покриття | Партнер            | Суперники                         | Рахунок             |
| ---- | ----------------------- | -------- | ------------------ | --------------------------------- | ------------------- |
| 2003 | Мордовія, Росія         | Ґрунт    | Корнель Бардоцький | Лукаш Кубот Орест Терещук         | 7–6(3), 6–3         |
| 2003 | Прага, Чехія            | Килим    | Ігор Зеленай       | Карстен Браш Жан-Клод Шеррер      | 6–4, 4–6, 6–4       |
| 2004 | Манербіо, Італія        | Ґрунт    | Петр Лукса         | Юган Ландсберг Рогір Вассен       | 6–4, 6–2            |
| 2005 | Вроцлав, Польща         | Тверде   | Лукаш Длоуги       | Джейсон Маршалл Гантлі Монтґомері | 6–2, 5–7, 6–4       |
| 2005 | Любек, Німеччина        | Килим    | Павел Шнобел       | Філіпп Пецшнер Ларс Юбель         | 7–6(5), 5–7, 7–5    |
| 2005 | Острава, Чехія          | Ґрунт    | Павел Шнобел       | Томаш Цибулець Маріуш Фирстенберг | 7–6(1), 2–6, 7–6(4) |
| 2005 | Ріміні, Італія          | Ґрунт    | Давід Шкох         | Крістофер Кас Філіпп Пецшнер      | 6–3, 6–7(1), 6–1    |
| 2005 | Фройденштадт, Німеччина | Ґрунт    | Павел Шнобел       | Себастьян Фіц Зімон Гройль        | 6–2, 6–4            |